# Anders Kure
Anders Kure Vidkjær (født 12. september 1985) er en dansk fodboldspiller. Han er bror til Kasper Kure, som også spillede fodbold i blandt andet AGF.

## Karriere
AGF
Anders Kure spillede det meste af karrieren i AGF. Han blev i sin tid en puplikumsfavorit, da han altid gav sig 100% i alle kampe og dueller i disse. Anders Kure spillede 222 kampe for AGF, scorede flere mål, og nåede blandt andet også at blive anfører i klubben. Desuden blev han flere gange kåret til årets fighter i klubben.

### FC Vestsjælland
Anders Kure skiftede den 4. september 2014 til FC Vestsjælland, hvor han skrev under på en treårig kontrakt, efter at have spillet for barndomsklubben AGF i længere årrække, som han spillede totalt 202 kampe for.
Ni dage efter at have underskrevet kontrakten med FC Vestsjælland havde Anders Kure mulighed for at komme i aktion i Superligaen mod Esbjerg fB, men debuten lod vente til den efterfølgende Superligarunde, da han startede inde og spillede de første 72 minutter i en 1-0-sejr hjemme over AaB den 22. september 2014. Anders Kure scorede sit første Superligamål for FC Vestsjælland den 18. april 2014 i en 2-1-sejr hjemme over AaB. I sin første sæson i Superligaen for FC Vestsjælland spillede Anders Kure 22 kampe, hvoraf de 21 var som en del af startopstillingen, og scorede to mål.

### Vejle Boldklub
Den 11. januar 2016 blev det offentliggjort, at Anders Kure havde skrevet under på en seks månederes lang kontrakt med Vejle Boldklub efter FC Vestsjællands konkurs, der gjorde Kure arbejdsløs.

## Anerkendelser
- 11/12 - Udtaget til Årets hold i superligaen